# 仙来街道
仙来街道，是中华人民共和国江西省新余市渝水区下辖的一个乡镇级行政单位。
街道办事处位于新余市城北地区的仙来大道，南湖的北部。
传说中的“七仙女”在此“下凡”，因而得名“仙来”。

## 行政区划
仙来街道下辖以下地区：
廖家管理处社区和珠珊管理处社区。